# Mudung Laut
Mudung Laut is een bestuurslaag in het regentschap Jambi van de provincie Jambi, Indonesië. Mudung Laut telt 1897 inwoners (volkstelling 2010).